# I Wanna Be Loved (альбом)
I Wanna Be Loved — студийный альбом американской певицы Дины Вашингтон, выпущенный в 1962 году на лейбле Mercury Records Работая с Куинси Джонсом, Вашингтон также включила в студийный состав трубачей Джо Ньюмана и Кларка Терриа, тромбонистов Джимми Кливленда и Кая Виндинга, а также саксофониста Эла Кона.

## Отзывы критиков
| Оценки критиков                   | Оценки критиков |
| Источник                          | Оценка          |
| --------------------------------- | --------------- |
| AllMusic                          | [ 2 ]           |
| The Encyclopedia of Popular Music | ·               |

В журнале Billboard написали: «На этом новом альбоме королева представляет своё новый хит-сингл, а также множество других прекрасных стандартов. Все они спеты Диной с выражением и чувством при творческом сопровождении команды Куинси Джонса. Сет, который наверняка понравится многочисленным поклонникам Дины, и который должен стабильно продаваться».
Джон Буш из AllMusic: «Записанный в период между коммерческим прорывом Дины Вашингтон в 1959 году и её смертью в 1963 году, I Wanna Be Loved демонстрирует большой состав талантливых соавторов — плюс, конечно, королевское прочтение Вашингтон 12 великолепных песен, — но, к сожалению, музыкальная сторона перегружена присутствующими тяжелыми струнами. Аранжировки от Эрни Уилкинса и Куинси Джонса редко оставляют место для музыкантов — и, по сути, редко включают их вообще — предпочитая вместо этого сосредоточиться на струнных и иногда бессловесном вокальном припеве. Как обычно бывает в подобных обстоятельствах, Вашингтон, похоже, не смущает окружающая её патока; хотя она не импровизирует, ее исполнение „Blue Gardenia“, „Don’t Explain“ и заглавного трека элегантно и завораживающе. Более многочисленный биг-бэнд даёт о себе знать двумя завершающими аккордами, в обоих из которых („Let’s Fall in Love“, „Sometimes I’m Happy“) больше темпового материала. Хотя новоявленный материал Mercury Вашингтон часто высмеивают, она всегда добивалась успеха, несмотря на свое окружение, и этот случай ничем не отличается».

## Список композиций
1. «I Wanna Be Loved» (Джонни Грин, Эдвард Хейман, Билли Роуз) — 2:40
2. «Don’t Explain» (Артур Херцог мл., Билли Холидей) — 2:28
3. «Everybody’s Somebody’s Fool» (Эйс Адамс, Лайонел Хэмптон) — 2:27
4. «Invitation» (Бронислав Капер, Пол Фрэнсис Уэбстер) — 2:59
5. «You’re Crying» (Леонард Физер, Куинси Джонс) — 3:25
6. «Let’s Fall in Love» (Гарольд Арлен, Тед Колер) — 2:15
7. «When Your Lover Has Gone» (Эйнор Аарон Суон) — 2:08
8. «A Stranger in Town» (Мел Торме) — 2:15
9. «God Bless the Child» (Артур Херцог мл., Билли Холидей) — 2:43
10. «Blue Gardenia» (Боб Расселл, Лестер Ли) — 3:19
11. «I Can’t Face the Music (Without Singin' the Blues)» (Руб Блум, Тед Колер) — 3:20
12. «Sometimes I’m Happy» (Клиффорд Грей, Ирвинг Сизар, Винсент Юманс) — 2:04

## Участники записи
- Аранжировка — Билли Байерс (1), Эрни Уилкинс (2, 3, 10), Хэл Муни (2, 3, 10), Куинси Джонс (5, 6, 7, 8, 9, 11, 12)
- Вокал — Дина Вашингтон
- Оркестр Куинси Джонса

## Чарты
| Чарт (1962)              | Высшая позиция |
| ------------------------ | -------------- |
| США (Billboard Top LP’s) | 131            |